# رنسلیر آرپی-۱
رنسلیر آرپی-۱ (به انگلیسی: Rensselaer RP-1) یک بادپر ساختِ مؤسسه پلی‌تکنیک رنسلیر در کشور ایالات متحده آمریکا است.